# Eoarcheano
Nella Scala dei tempi geologici, l'Eoarcheano o EA è l'era che va da 4,031 ±3 Ma a 3,6 Ma. La Commissione Internazionale di Stratigrafia non ne riconosce un inizio formale e non assegna pertanto un GSSP, cioè uno strato geologico di riferimento.
L'Eoarcheano viene considerato come la prima era dell'eone Archeano e la prima partizione del supereone Precambriano. 
L'era Eoarcheana è preceduta dall'eone Adeano, classificato ancora in modo informale, e che va da 4,567 a 4,031 miliardi di anni fa. In cronostratigrafia, questa zona è classificata come un eratema.
L'era successiva dell'Eoarcheano è denominata Paleoarcheano.

## Etimologia
Questo nome trae origine dal Greco: eos (alba) ed arkhé (origine).

## Contenuto fossilifero
Durante questa era, si ritiene abbiano avuto origine i primi organismi monocellulari privi di nucleo distinto, cioè procarioti (le più semplici cellule viventi, in cui il DNA è libero all'interno del corpo cellulare, e mancano ancora diversi organelli cellulari).
Probabilmente alcuni giacimenti carboniferi ritrovati in Groenlandia, datati 3,8 miliardi di anni fa, sono di origine organica.

### Organismi fotosintetici
Ricercatori del museo geologico dell'Università di Copenaghen diretti da Minik Rosing sostengono che fu l'apparizione di organismi fotosintetici durante l'Eoarcheano ad attivare il processo che ha portato alla formazione di rocce granitiche costituenti la crosta terrestre. Esistono prove dell'esistenza di organismi che sfruttavano la fotosintesi almeno 3,8 miliardi di anni fa; essi erano in grado di convertire l'energia solare in energia chimica, fornendo alla superficie terrestre tre volte l'energia proveniente dai processi geochimici.

## Geologia
L'inizio dell'Eoarcheo è caratterizzato da un forte bombardamento di asteroidi provenienti dal Sistema solare interno: il cosiddetto Intenso bombardamento tardivo.
La più grande formazione rocciosa dell'Eoarcheo è la cintura di rocce verdi di Isua, sulla costa sud-occidentale della Groenlandia, che risale a 3,8 miliardi di anni fa. Gli gneiss di Acasta, all'interno dello scudo canadese, sono stati datati a 4,031 miliardi di anni e sono quindi le più antiche formazioni rocciose conservate. Nel 2008 è stata scoperta un'altra formazione rocciosa nella cintura di rocce verdi di Nuvvuagittuq, nel nord del Québec, datata fra 3,75 e 4,44 miliardi di anni fa. I rapporti isotopici dell'ossigeno in queste formazioni mostrano che il ciclo idrologico è iniziato all'inizio dell'Eoarcheo e forse anche prima. La precipitazione di carbonati causata dal riscaldamento dell'acqua di mare a causa di bocche idrotermali ha agito come un importante serbatoio che ha regolato la concentrazione di anidride carbonica nell'atmosfera durante quest'era.